# Armia Ludowa
L'Armia Ludowa (AL, en français Armée Populaire) est un mouvement de résistance communiste polonais durant la Seconde Guerre mondiale. Son objectif était de soutenir les actions de l'URSS. L'Armia Ludowa était aussi le principal mouvement de résistance à ne pas être rallié au gouvernement polonais en exil à Londres.

## Historique
Elle fut créée le 1er janvier 1944 quand le Conseil National de l'Intérieur (Krajowa Rada Narodowa ou KRN) décida d'intégrer le mouvement Gwardia Ludowa (Garde du Peuple) et ses 10 000 hommes dans une nouvelle structure plus large. À partir de cette base, le nouveau mouvement essaya de gagner des partisans. Ainsi, vers la fin juillet 1944, alors que les forces soviétiques prenaient solidement pied en Pologne, les effectifs culminèrent à 30 000 hommes (dont 6 000 pleinement engagés dans des actions de combat). Elle aligna 800 hommes lors de l'insurrection de Varsovie.
Vers la même période, le 21 juillet 1944, l'Armia Ludowa fut intégrée à l'armée polonaise combattant au côté de l'armée soviétique.